# Molenstichting
Een molenstichting is een stichting die zich ten doel stelt het behoud en de restauratie van historische molens te bevorderen. Sommige stichtingen hebben zelf molens in bezit, andere bieden ondersteunende diensten aan molenbezitters in een streek. Sommige organisaties geven een eigen blad uit, met wetenswaardigheden over molens en de voortgang van projecten.
De groei van het historisch besef na de Tweede Wereldoorlog resulteerde in de oprichting van de eerste molenverenigingen. Omdat de eigen bezittingen van een vereniging in Nederland zwaarder belast worden, hebben veel verenigingen later stichtingen in het leven geroepen voor de aankoop van molens. In Duitsland gelden vanwege hun maatschappelijke belang voor het cultureel erfgoed speciale vrijstellingen voor Mühlenvereine.

## Molenstichtingen en molenverenigingen
Molenstichtingen en molenverenigingen zijn onder andere:

### Nederland

#### Landelijk
- Vereniging De Hollandsche Molen

#### Drenthe
- Molenstichting Drenthe

#### Friesland
- Molenstichting Nijefurd
- Stichting De Fryske Mole
- Stichting Molens in bedrijf
- Stichting Molens in Menaldumadeel
- Stichting Monumentenbehoud Dongeradeel

#### Gelderland
- Stichting Vrienden van de Gelderse Molen

#### Groningen
- Molenstichting Fivelingo
- Molenstichting Hunsingo en Omstreken
- Molenstichting Midden- en Oost- Groningen
- Molenstichting Oldambt
- Molenstichting Westerkwartier
- Molenstichting Winsum
- Stichting Het Groninger Molenhuis

#### Limburg
- Molenstichting Limburg
- Molenstichting Weerterland

#### Noord-Brabant
- Molenstichting Land van Heusden en Altena
- Molenstichting Noord-Brabant
- Molenstichting Laarbeek
- Peellandse Molenstichting
- Vereniging De Westbrabantse Molens

#### Noord-Holland
- Molenstichting Alkmaar en Omstreken
- Stichting Molens Zuid-Kennemerland
- Stichting De Schermer Molens
- Stichting Uitgeester en Akersloter Molens
- Stichting De Westfriese Molens
- Vereniging De Wieringer Molens
- Vereniging De Zaansche Molen
- Stichting Zijpermolens

#### Overijssel
- Molenstichting Lattrop-Tilligte
- Stichting De Wijhese Molen

#### Zuid-Holland
- Molenstichting Goeree-Overflakkee
- Rijnlandse Molenstichting
- Stichting tot Instandhouding van Molens in de Alblasserwaard en de Vijfheerenlanden (SIMAV)
- Stichting Molencomplex Goidschalxoord
- Stichting De Schiedamse Molens

### Internationaal
- The International Molinological Society (TIMS)